# Peter Dollond
Pour les articles homonymes, voir Dollond.
Peter Dollond (Londres, 24 février 1731 - Kennington, 2 juillet 1821), est un opticien anglais, fils de John Dollond.